# Francis Magalona
Francis Durango Magalona (4 de octubre de 1964 - 6 de marzo de 2009), conocido por los apelativos artísticos de Francis Magalona, Francis M, Master Rapper, The Mouth y The Man From Manila, fue un rapero, empresario, compositor, productor, actor, director y fotógrafo filipino.
Francis Magalona fue uno de los pioneros del rap en filipinas y la primera figura artística que lo promovió en el país. Junto a Pinoy rock se convirtió en una significativa influencia para otros artistas filipinos. Trabajó como presentador de televisión en las cadenas televisivas como MTV Asia y Channel V Philippines, en este último condujo un programa de televisión de variedades llamado "Eat Bulaga".
Recibió la Medalla Presidencial al Mérito de forma póstuma por su brillantez musical y artística, su profunda fe en Filipinas y su sentido de orgullo nacionalque hasta la fecha sigue siendo uno de los intérpretes de inspiración entre sus seguidores.

## Biografía
Francis Durango Magalona nació el 4 de octubre de 1964 en la ciudad de Mandaluyong, en el Segundo Distrito de la Región Capital Nacional (NCR), conocida como Gran Manila, en la isla de Luzón en Filipinas. Fue el octavo de los nueve hijos de los actores Pancho Magalona y Tita Duran, estrellas del cine popular durante los años 40 y 50. Su abuelo, Enrique B. Magalona, fue un político que fungía como senador entre 1946 y 1949 y de 1949 a 1955. Se graduó de la Escuela Secundaria en Don Bosco Technical College en Mandaluyong, en el que culminó sus estudios entre los años 1978 y 1981 pasando luego al Colegio San Beda de Manila desde ese año hasta 1984.
Magalona comenzó como un breakdancer en la década de 1980. Participó en varias películas filipinas y comenzó a colaborar como DJ y rapero en el programa de variedades Loveli'Ness del canal de TV IBC-13.
En 1985 se casa con Pia Arroyo, a quien había conocido en una fiesta años antes presentada por el actor Richard Gomez. La pareja tuvo ocho hijos, dos de los cuales fueron hijastros de Magalona: Personalidades de televisión, Unna, Nicolo y Maxene (Max) (1986), Francis Jr. (Frank) (1987), Saab (1988), Elmo (1994), John Mark, Arkin y Clara Magalona,Lan Francis quienes entraron al mundo del espectáculo para seguir su pasos del padre.

## Su muerte
Francis Magalona, falleció víctima de la enfermedad de leucemia mieloide aguda. Magalona fue galardonado con una Medalla Presidencial de Mérito póstumo, según la cita del premio, señaló que se le había otorgado por su brillante interpretación en la música y por su trayectoria artística, y por su profunda fe en el sentimiento de orgullo nacional.
Magalona fue incinerado antes del amanecer del 11 de marzo de 2009. Horas después, sus cenizas fueron sepultadas en el cementerio Loyola Memorial Park en Marikina, lo que provocó que el tráfico se detuviera en el área de Marikina Riverbanks cerca del parque cuando los fanáticos y numerosas personas de la industria del entretenimiento se unieron. el convoy El ejército filipino rindió honores militares a Magalona en reconocimiento a su patriotismo y servicio como sargento en las reservas. Su viuda, Pía, recibió la bandera sobre su ataúd.

## Discografía
OctoArts International (actualmente PolyEast Records)
- 1989: Francis M. (Extended of Loving You)
- 1990: Yo!
- 1990: Mga Kababayan (E.P. Dance Remix)
- 1990: Gotta Let 'Cha Know (E.P.)
- 1991: Man from Manila (E.P. Dance Remix)
- 1992: Rap is FrancisM
- 1993: Meron Akong Ano!
- 1997: Francis M. - OPM Colección intemporal (Gold Series 2)
- 2001: The Story of Francis M.- (La última colección OPM)

BMG Records (Pilipinas), Inc. (actualmente Sony Music Philippines)
- 1995: Freeman
- 1996: Happy Battle
- 1998: The Oddventures of Mr. Cool
- 1999: Interscholastic
- 2001: FreeMan 2
- 2002: The Best of Francis M
- 2004: "Pambihira Ka" (single)
- 2005: Ultraelectromagneticjam!: The Music of the Eraserheads
- 2010: In Love and War (a.k.a ILAW, originalmente The Sickos Project) (con Ely Buendia, Hilera, Hardware Syndrome y entre otros artistas; lanzado por posthumously)

Independente
- 2008: F Word

## Filmografía

### Películas
- Anak ni Brocka (2005, su última película)
- Kwentong kayumanggi (2002) como Narrador - Hundreds Island y la valentía de Datu Mabiskeg
- Saranggola ni Pepe at Juan (1999) como Juan San Miguel/Juan Tamad
- Tong-its (1995)
- Ano ba 'yan 2 (1993) – Kiko
- Mama's Boys (1993)
- Engkanto (1992) as Uban
- Totoy Buang: Mad Killer ng Maynila (1992) – DJ
- Estribo Gang: The Jinggoy Sese Story (1992) – Elmer
- Boboy Salonga: Batang Tondo (1992)
- Ano ba 'yan (1992) – Kiko
- Joey Boy Munti, 15 anyos ka sa Muntinlupa (1991)
- Pangako ng Puso (1991)
- Iputok mo... dadapa ako!!! (1990)
- Gumapang ka sa lusak (aka Dirty Affair) (1990)
- Ang Pumatay ng Dahil Sa Iyo (1989)
- Hati tayo sa magdamag (1988)
- Action Is Not Missing (1987)
- Kung Aagawin Mo Ang Lahat Sa Akin (1987)
- Family Tree (1987) como Edwin
- Ninja Kids (1986) como Tone
- Bukas ng Sabado agi Buka como Sabitan (1986)
- Okleng Tokleng (1986)
- Mga Kuwento ni Lola Basyang (1985)
- Doctor, Doctor, We Are Sick (1985)
- Bagets 2 (1984) como Ponce

### Televisión
- MTV Pilipinas Music Video Award 2006
- Philippine Idol (ABC "now TV5", 2006) "Judge"
- Student Canteen
- Balikbayan (QTV, 2009)
- Eat Bulaga! ("GMA Network",1997-2009)
- Maynila  (2008)
- A Telefantastic Christmas: The GMA All-Star Special (2005)
- True Love: Eat Bulaga Special (2005)
- Fam Jam (QTV, 2005–2006)
- Bubble Gang (2005)
- Myx Live (2005)
- Show Ko 'to (2004)
- Astigmatism (2004) as Victim 1
- The Manager: Eat Bulaga Special (2003)
- GMA Mini Series
- GMA Love Stories
- MTV Talk
- MTV's Life’s A Beach
- GMA Telecine Specials
- SOP (GMA Network)
- Spotlight Drama Specials
- Chibugan Na! (RPN)
- Dear Mikee
- Mikee
- GMA Supershow
- Music Bureau (ABC)
- Kamada (1997)
- Maalaala Mo Kaya (1995)
- Channel V: Sigaw Manila (1995)
- That's Entertainment
- Lovingly Yours, Helen (1986–1996)
- Regal Romance (GMA Network)
- The Sharon Cuneta Show (IBC & ABS-CBN)
- Mother Studio Presents
- Young Love, Sweet Love (RPN)
- Plaza 1899
- U. F. O. (Urbana, Felisa & Others)
- Loveli Ness (coanfitrión)
- Vilma in Person (coanfitrión)